# ترمورین
ترمورین (انگلیسی: Tremorine) دارویی است که در پژوهش‌های علمی برای ایجاد لرزش در حیوانات استفاده می‌شود. این دارو برای تولید داروهایی برای درمان بیماری پارکینسون استفاده می‌شود، زیرا لرزش یک علامت اصلی است که با داروهای ضد پارکینسون درمان می‌شود. مسدودکننده‌های بتا در خنثی کردن اثرات ترمورین نیز مؤثر هستند.